# Magdaléna Havlíčková
Magdaléna Havlíčková (* 27. června 1997 Hradec Králové) je česká modelka a finalistka národního finále soutěže Elite Model Look pro rok 2013.

## Osobní život
Pochází z Hradce Králové, kde dokončila osmileté církevní gymnázium. Získala akademický titul bakalář na České zemědělské univerzitě a v současné době studuje navazující magisterské studium. Ve volném čase se věnuje se jízdě na koni a literární tvorbě.

## Modelingová kariéra
Po finále soutěže Elite Model Look se objevila ve světových mutacích časopisů Vogue, Elle, Harper's Bazaar, Marie Claire a Grazia. Objevila se také na titulní straně italského módního časopisu Amica. Jako modelka předvádí modely od řady světových značek jako jsou Armani, Dolce & Gabbana, Salvatore Ferragamo, Elie Saab, Moncler, Alberta Ferretti a Elie Saab. Pracovala pro značky Chanel, Bottega Veneta, Chloé, Etro, Moschino nebo Shiseido.[zdroj?]